# Tjcherimela
Tjcherimela (georgiska: ჩხერიმელა) är ett vattendrag i Georgien. Det ligger i den centrala delen av landet, 140 km väster om huvudstaden Tbilisi.